# Oscar Heisserer
Oskar Heisserer - depois, Oscar (Schirrhein, 18 de julho de 1914 - Estrasburgo, 7 de outubro de 2004) - foi um futebolista teuto-francês.
Heisserer nasceu em Schirrhein, quando a região da cidade - a Alsácia - pertencia ao Império Alemão. Após a Primeira Guerra Mundial, a região seria reanexada pela França, e pela seleção deste país ele competiu na competiu na Copa do Mundo FIFA de 1938, sediada na França.
Na época da Segunda Guerra Mundial, ele se alistou no exército francês e em 1940 lutou na Linha Maginot. Após a anexação da França pela Alemanha nazista, foi coagido a se alistar na Schutzstaffel porém recusou.